# Ilie Merce
Ilie Merce (n. 18 iunie 1939, com. Lunca, județul Bihor) este un politician român, fost membru al Parlamentului României din partea PRM (Partidul România Mare). În legislatura 2000-2004, Ilie Merce a fost membru în grupurile parlamentare de prietenie cu Republica Argentina, Republica Cipru și Republica Arabă Egipt. În legislatura 2004-2008, Ilie Merce a fost membru în grupurile parlamentare de prietenie cu Federația Rusă, Republica Lituania, Australia, Republica Cipru, Republica Turcia și Regatul Țărilor de Jos (Olanda). 

## Fost colonel de Securitate
Ilie Merce, fost colonel de Securitate, a lucrat din anul 1981 la Direcția 1 Securitate, sectorul artă-cultură, calitate în care i-a urmărit pe intelectualii implicați în Mișcarea transcendentală.
După 1983, tot el a fost cel care l-a "prelucrat" informativ pe Dumitru Iuga, acțiune în urma căreia Iuga a primit 12 ani de închisoare.
Între 1985 și 1986, Merce a condus compartimentul Eterul care combătea posturile de radio străine în limba romană și în special Europa Liberă.
A fost numit în anul 1986 șef al Securității județului Buzău. În anul 1996 a părăsit funcția pe care o deținea în SRI, fiind acuzat că a furnizat informații PRM.
Ilie Merce a fost deputat în perioada 2000 - 2008, în ciuda faptului că CNSAS i-a dat verdict de poliție politică.